# Lina Pagliughi
Lina Pagliughi (ur. 27 maja 1907 w Nowym Jorku, zm. 2 października 1980 w Savignano sul Rubicone) – włoska śpiewaczka operowa, sopran.

## Życiorys
Urodziła się we włoskiej rodzinie osiadłej w Nowym Jorku. Zaczęła występować w wieku 12 lat. Studiowała w Mediolanie u Manlio Bavagnoliego. Na scenie operowej zadebiutowała w 1927 roku jako Gilda w Rigoletcie Giuseppe Verdiego na deskach mediolańskiego Teatro Nazionale. Rozgłos przyniosła jej tytułowa rola w Łucji z Lammermooru Gaetana Donizettiego w Turynie w 1928 roku. W latach 1930–1931, 1937–1938, 1940 i 1947 występowała na deskach La Scali. W 1938 roku śpiewała w Covent Garden Theatre w Londynie. Gościnnie występowała w Australii i Ameryce Północnej. Zasłynęła głównymi partiami w operach Rossiniego, Donizettiego i Belliniego. Współpracowała z rozgłośnią radiową RAI. W 1956 roku zakończyła karierę sceniczną.
Jej mężem był tenor Primo Montanari.